# Na Badnji dan
Na Badnji dan je film reditelja Slobodana Ž. Jovanovića u produkciji Radio Televizije Srbije iz 2005. godine u trajanju od 45 minuta.

## Sadržaj
Badnji dan je dan kada se porodica okuplja oko trpeze. Ali advokat Svetozar Vujić, osim svog služitelja i prijatelja Jovana, nema nikoga. Više nije mlad i shvata da mu prolazi vreme. U trenutku dokolice kroz prozor na ulici spazi dve žene i jedno dete kako stoje na hladnoći. Odluči da ih pozove kod sebe da se ogreju uz trpezu dok je praznik. Oni prihvataju poziv i veče provode zajednički u opuštenom razgovoru gde saznajemo da su izbačeni na ulicu jer nisu imali da plate stanarinu. Umor uzima danak i udovica sa decom odlazi na spavanje. Međutim ćerka ne može da spava, a ni advokat. Odlučuju da igraju karte i kroz razgovor ćerka shvata da je advokat Vujić taj koji je kriv što su one o Badnjem danu završile na ulici. Stvar se komplikuje kada se u raspravu umeša policajac. Međutim srce odlučuje i ljubav između advokata i devojke se rodila. I što bi advokat na kraju rekao „Božić Bata mi je doneo jednu milu ženicu“.

## Uloge
| Glumac                      | Uloga                  |
| --------------------------- | ---------------------- |
| Slobodan Boda Ninković      | advokat Svetozar Vujić |
| Vlastimir Đuza Stojiljković | služitelj Jovan        |
| Jadranka Nanić Jovanović    | udovica Petrović       |
| Marina Vodeničar            | ćerka Marija           |
| Uroš Mišić                  | sin Veljko             |
| Boris Komnenić              | žandarm                |

## Autorska ekipa
- Reditelj  Slobodan Ž. Jovanović
- Po komediji  Koste Trifkovića
- Adaptacija teksta  Mirjana Lazić
- Scenarista  Slobodan Ž. Jovanović
- Direktor fotografije  Života Cile Neimarević
- Scenograf  Dobrila Stevanović
- Kostimograf  Suzana Tanasković
- Montažer  Jelena Đokić

## Fotogalerija
- reditelj Slobodan Ž. Jovanović i Marina Vodeničar kao Marija
- Uroš Mišić kao sin, Jadranka Nanić Jovanović kao udovica Petrovićka, Vlastimir Đuza Stojiljković kao Jovan, direktor fotografije Života Neimarević, Marina Vodeničar kao Marija, reditelj Slobodan Ž. Jovanović i Slobodan Boda Ninković kao Svetozar Vujić advokat
- Uroš Mišić kao sin, Jadranka Nanić Jovanović kao udovica Petrovićka, Slobodan Boda Ninković kao Svetozar Vujić advokat, Vlastimir Đuza Stojiljković kao Jovan i Marina Vodeničar kao Marija
- Jadranka Nanić Jovanović kao udovica Petrovićka, Uroš Mišić kao sin i Marina Vodeničar kao Marija

## Spoljašnje veze
- На Бадњи дан, РТС Културно - уметнички програм - Званични канал
- Na Badnji dan на веб-сајту  (језик: енглески)